# Fronte di ferro
Il Fronte di ferro (in tedesco Eiserne Front) era un'organizzazione politica attiva nella Repubblica di Weimar, composta da socialdemocratici, sindacalisti e repubblicani.
Il suo obiettivo principale era quello di difendere la democrazia liberale dalle ideologie totalitarie a destra e a sinistra quindi si opponeva principalmente al Partito nazista con la sua ala paramilitare Sturmabteilung e al Partito Comunista di Germania con la sua ala paramilitare Roter Frontkämpferbund.
Formalmente indipendente, era politicamente associato al Partito Socialdemocratico di Germania (SPD). Le tre frecce, originariamente concepite per il Fronte di ferro, divennero un noto simbolo socialdemocratico che rappresentava la resistenza contro il nazismo, il comunismo e il conservatorismo reazionario durante le elezioni del 1932: fu adottato dallo stesso SPD.

## Storia
Il Fronte di ferro fu formato il 16 dicembre 1931 nella Repubblica di Weimar dal Partito Socialdemocratico (SPD) con la confederazione di sindacati Allgemeiner Deutscher Gewerkschaftsbund (ADGB), il Reichsbanner (associazione anti-estremista formata dai Socialdemocratici, dai centristi cattolici del Partito di Centro e dai liberali e liberisti del Partito Democratico Tedesco) e dalle società sportive dei lavoratori. Il Fronte di ferro si oppose principalmente alle organizzazioni paramilitari del NSDAP e del KPD. Il suo scopo iniziale fu quello di contrastare l'estrema destra del fronte di Harzburg. L'organizzazione coinvolse il vecchio Reichsbanner, l'organizzazione giovanile SPD e i gruppi sindacali e liberali come un fronte unito.

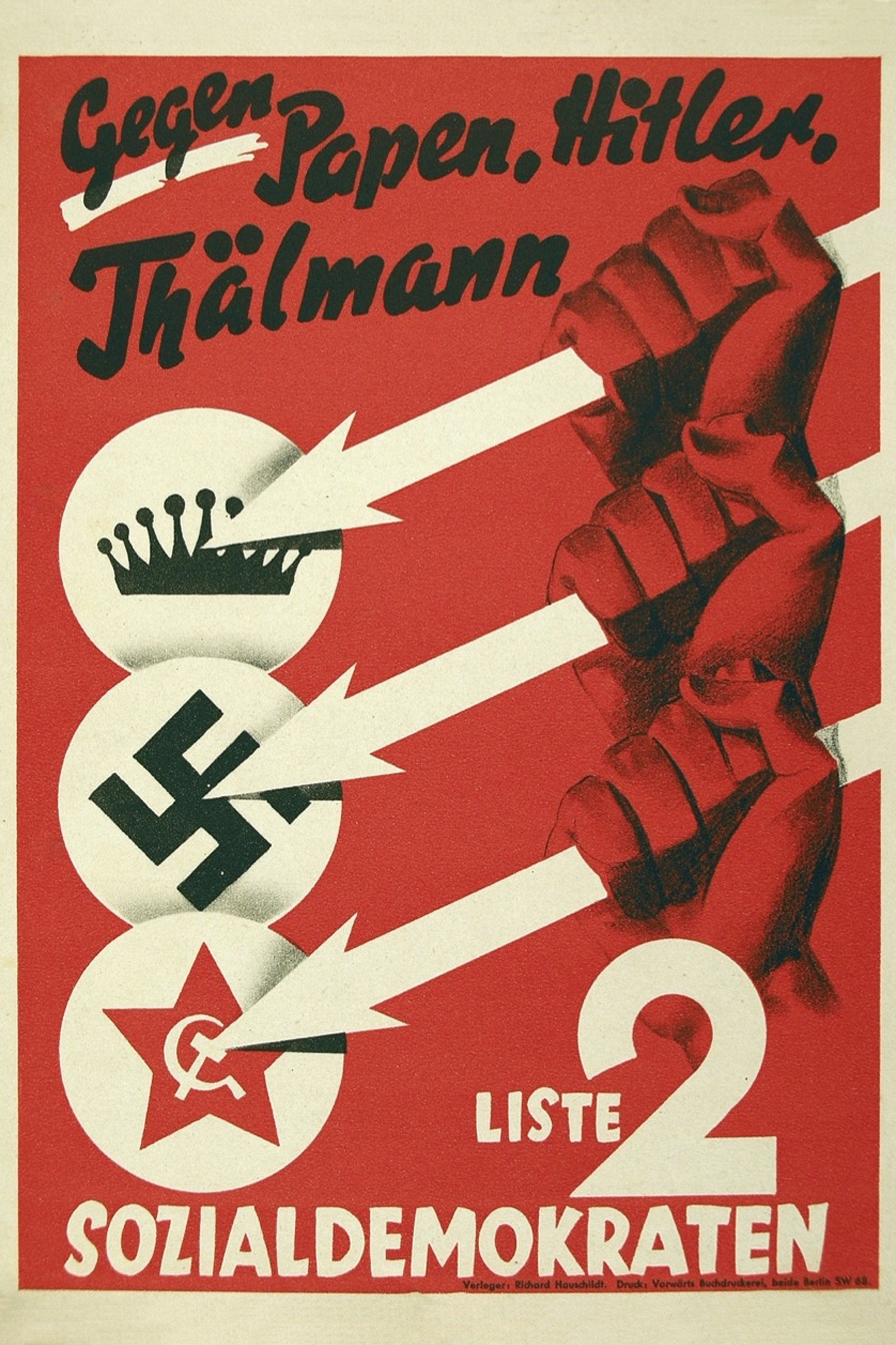
Manifesto socialdemocratico per le elezioni del novembre 1932 in cui è ripreso il simbolo delle tre frecce, che colpiscono i simboli del governo dei baroni, del nazismo e del comunismo. Lo slogan recita: «Contro Papen, Hitler, Thälmann».

Il Fronte di ferro era considerato come un'organizzazione anticomunista e "socialfascista" da Ernst Thalmann e dal Partito Comunista, che considerava i socialdemocratici come il principale avversario. In risposta alla formazione del Fronte di ferro, il KPD fondò così la propria ala attivista, l'Antifaschistische Aktion, che si opponeva ai socialdemocratici e ai nazisti.
Nel 1933, il Fronte di ferro fu bandito dai nazisti.
Il suo logo, il cerchio antifascista (tre frecce rivolte a sud-ovest all'interno di un cerchio) fu progettato da Sergei Tschachotin, ex assistente del fisiologo Ivan Pavlov nel 1931. Progettato per essere in grado di coprire facilmente svastiche naziste, il significato delle tre frecce è stato variamente interpretato. L'attuale associazione Reichsbanner afferma che le frecce del logo rappresentavano l'SPD, i sindacati e il Reichsbanner Schwarz-Rot-Gold, nonché la forza politica, economica e fisica della classe lavoratrice. Il simbolo fu usato su un poster elettorale dell'SPD del novembre 1932 per rappresentare l'opposizione al Partito nazista, al Partito comunista e all'ala monarchica del Partito di Centro.